# Římskokatolická církev v Irsku

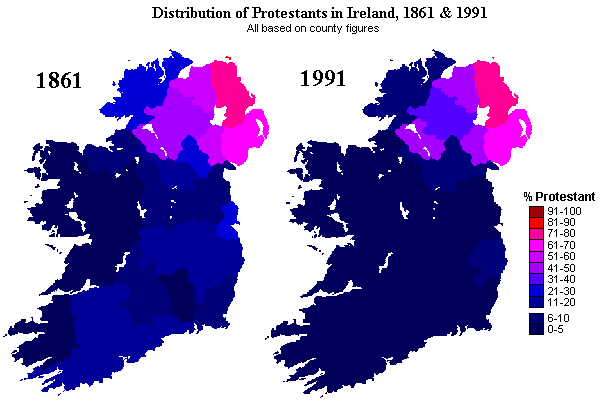
Podíl protestantů v irských hrabstvích v letech 1861 a 1991

Římskokatolická církev je na ostrově Irsko organizována společně pro Irskou republiku a Severní Irsko.
V Irské republice se k římskokatolickému vyznání hlásí velká většina obyvatel (cca 87 % roku 2006). Současně je zde i vysoká míra pravidelné návštěvnosti bohoslužeb (téměř 50 %), která ovšem vykazuje klesající tendenci (před rokem 1973 byla dvojnásobná). Charakteristickým rysem je, že starobylé středověké katedrály jsou v držení anglikánské církve (Church of Ireland: 3 % obyvatel roku 2006), která byla od reformace do 2. poloviny 19. století církví státní, zatímco katolíci si museli po odstranění diskriminačních opatření (začátek 19. století) stavět nové. Například v Dublinu existují dvě stavby označené jako katedrála (Christ Church Cathedral – vlastní katedrála dublinského arcibiskupa – a St. Patrick's Cathedral), obě ovšem náleží irským anglikánům; katolický arcibiskup, primas Irska užívá tzv. „prozatímní katedrálu“ (pro-cathedral) z 1. čtvrtiny 19. století. V letech 1937–1973 bylo katolické církvi ústavou zaručeno zvláštní postavení.
V Severním Irsku, součásti Spojeného království, se k římskokatolickému vyznání hlásí 40 % obyvatel (2001; 1961: 35 %), k hlavním protestantským denominacím – anglikánům a presbyteriánům – dohromady 36 % (1961: 53 %). Konfesní příslušnost hraje významnou identifikační roli ve sporu unionistů a republikánů, který už desítky let činí Severní Irsko neklidnou oblastí.

## Struktura
Irsko se člení na čtyři církevní provincie složené celkem z 26 diecézí. Pět z nich má sídlo v Severním Irsku; patří mezi ně i arcidiecéze Armagh, jejíž arcibiskup nese titul primas celého Irska (Primate of All Ireland), zatímco dublinský arcibiskup užívá titulu primas Irska (Primate of Ireland). Biskupové z celého Irska - tedy jak z Irské republiky, tak z britského Severního Irska - jsou sdruženi do jediné biskupské konference: Irská konference katolických biskupů.
- Arcidiecéze Armagh (zal. 445, arcid. 1152) se sufragánnimi diecézemi:
  - diecéze Clogher (zal. 454) – sídlo Monaghan
  - diecéze Ardagh and Clonmacnois (zal. 5. stol.) – sídlo Longford
  - diecéze Kilmore (zal. 5. stol.) – sídlo Cavan
  - diecéze Raphoe (zal. 5. stol.) – sídlo Letterkenny
  - diecéze Dromore (zal. 514) – sídlo Newry
  - diecéze Meath (zal. 552) – sídlo Mullingar
  - diecéze Derry (zal. 1158)
  - diecéze Down and Connor (vzn. 1439 sjednocením dvou diecézí z 5. – 6. stol.) – sídlo Belfast

- Arcidiecéze Cashel a Emly (vzn. 1718 sjednocením arcid. Cashel z 10. stol./1152 s diec. Emly) – sídlo Thurles – se sufragánnimi diecézemi:
  - diecéze Killaloe (zal. 5. stol.) – sídlo Ennis
  - diecéze Cloyne (zal. 580) – sídlo Cobh
  - diecéze Kerry (zal. 6. stol.) – sídlo Killarney
  - diecéze Limerick (zal. 7. stol.)
  - diecéze Waterford a Lismore (vzn. 1363 sjednocením dvou diecézí z 7. a 11. stol.) – sídlo Waterford
  - diecéze Cork a Ross (vzn. 1958 sjednocením dvou diecézí z 6. - 7. stol.) – sídlo Cork

- arcidiecéze Dublin (zal. 633, arcid. 1152) se sufragánnimi diecézemi:
  - diecéze Ossory (zal. 549) – sídlo Kilkenny)
  - diecéze Ferns (zal. 7. stol.) – sídlo Wexford
  - diecéze Kildare a Leighlin (vzn. 1678 sjednocením dvou diecézí z 6. a 12. stol.) – sídlo Carlow

- arcidiecéze Tuam (zal. 550, arcid. 1150) se sufragánnimi diecézemi:
  - diecéze Elphin (zal. 450) – sídlo Sligo
  - diecéze Clonfert (zal. 550) – sídlo Loughrea
  - diecéze Achonry (zal. 560) – sídlo Ballaghaderreen
  - diecéze Killala (zal. 6. stol.) – sídlo Ballina
  - diecéze Galway a Kilmacduagh (vzn. 1883 sjednocením dvou diecézí z 12. a 19. stol.) – sídlo Galway

## Sdružení katolických kněží
V září 2010 bylo v Irsku založeno dobrovolné Sdružení katolických kněží (Association of Catholic Priests), které dva roky po svém vzniku zastupuje více než 850 irských kněží. Jeho cílem je být fórem pro svobodnou diskusi uvnitř církve na témata jako celibát, antikoncepce nebo svěcení žen na kněze. Přitom se ale otevřeně hlásí k následování myšlenek a ducha Druhého vatikánského koncilu.
Sdružení se v roce 2012 dostalo do sporu s Vatikánem. Kongregace pro nauku víry totiž přiměla jednu z jeho vůdčích osobností, otce Tonyho Flanneryho, k tomu, aby přestal v irském redemptoristickém periodiku sdílet své názory, které nejsou plně v souladu s oficiální linií vatikánské kurie.

## Fotogalerie

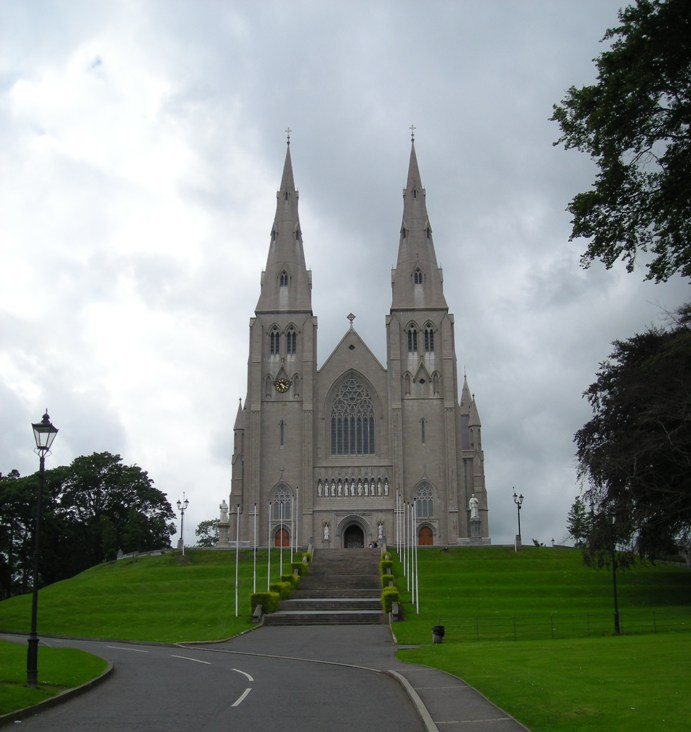
Katedrála sv. Patrika v Armaghu
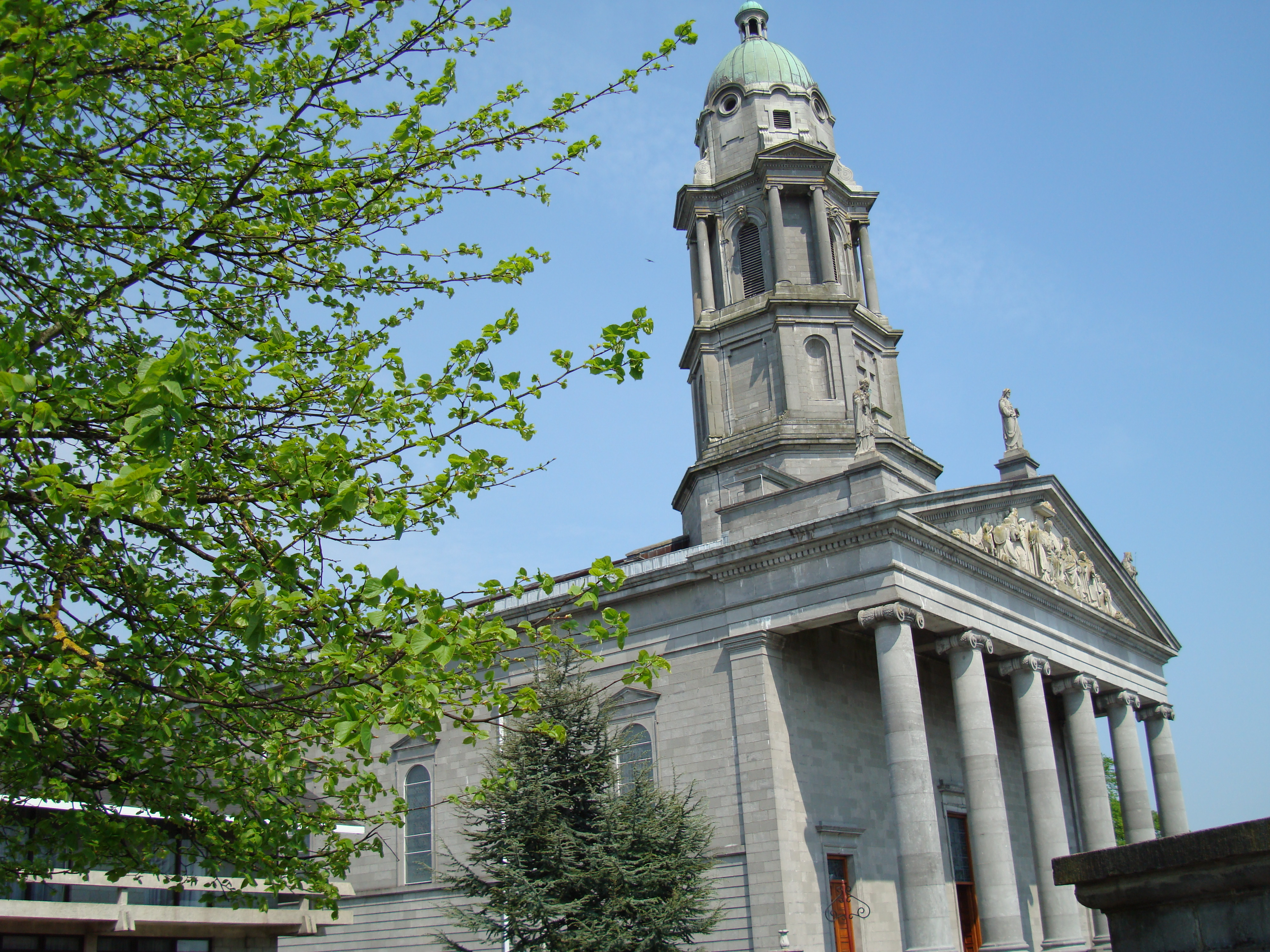
Katedrála sv. Mela v Longfordu
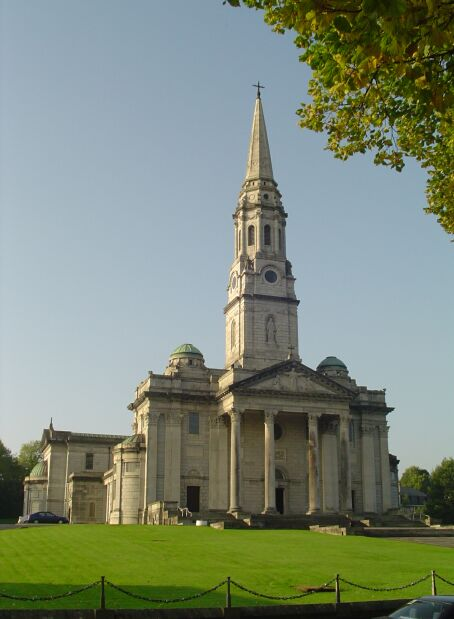
Katedrála sv. Patrika a Felima v Cavanu
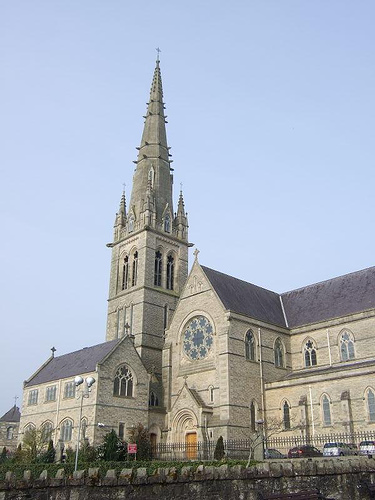
Katedrála sv. Eunana a Kolumby v Letterkenny
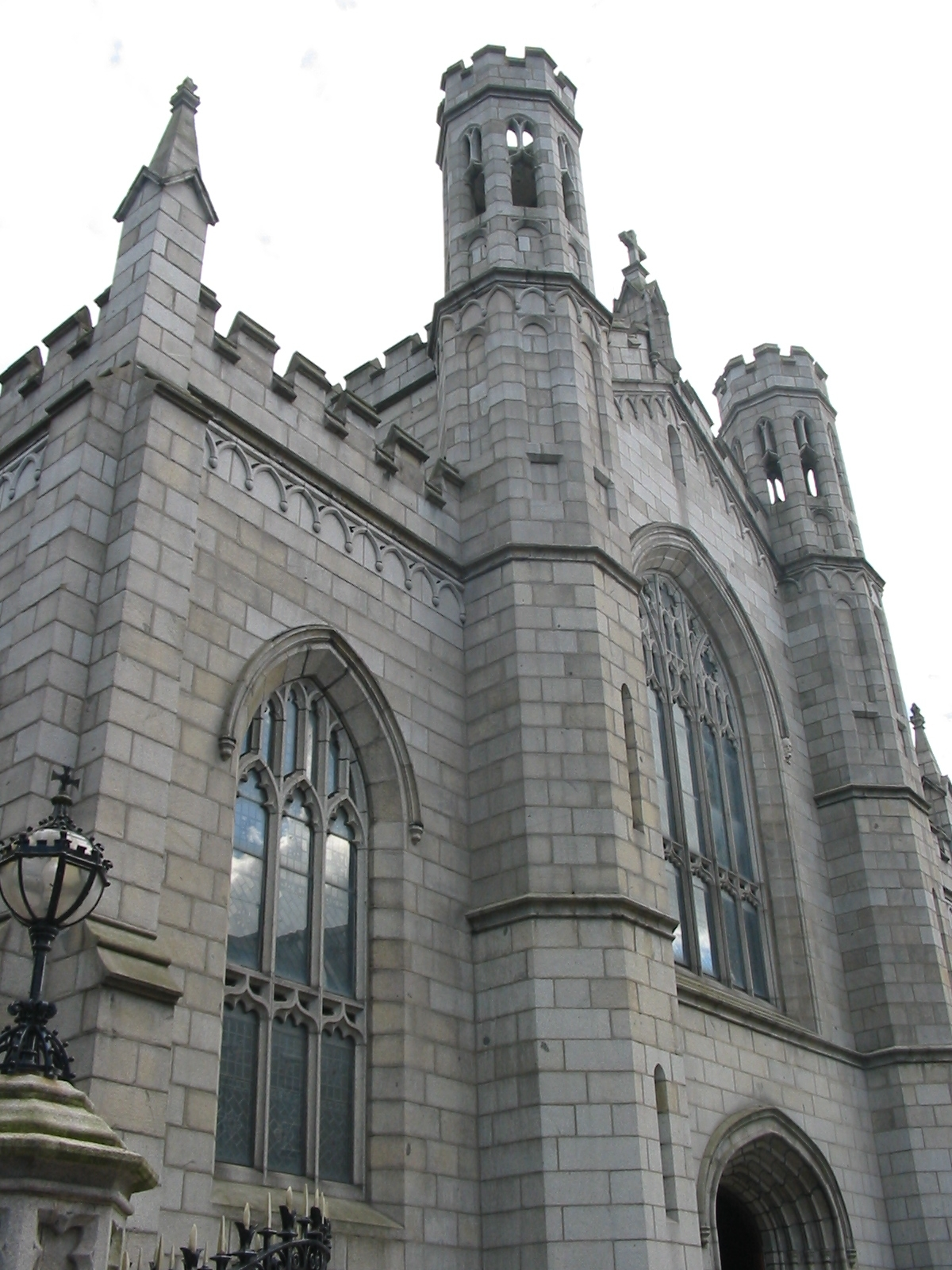
Katedrála sv. Patrika a Colmana v Newry
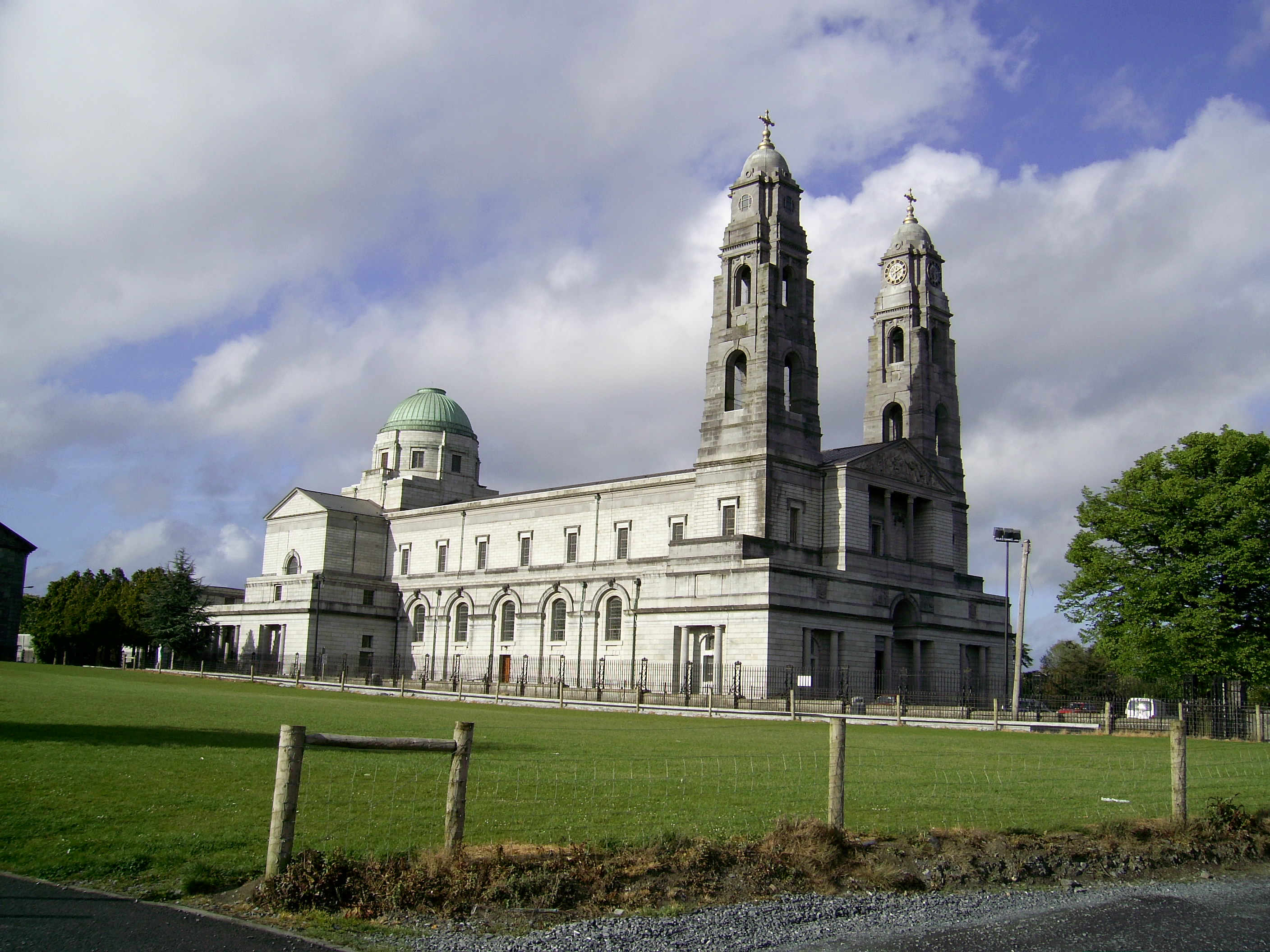
Katedrála Krista Krále v Mullingaru
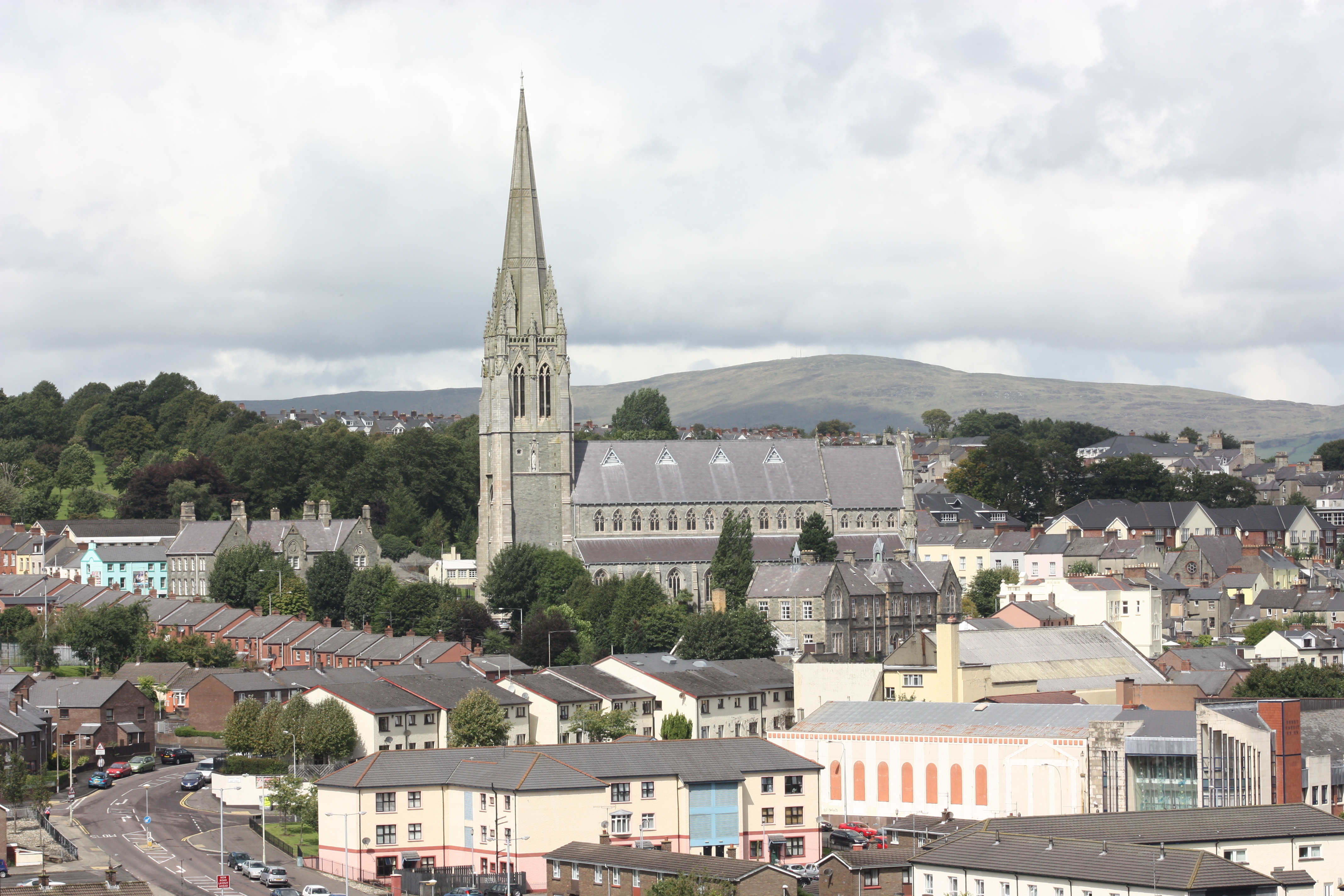
Katedrála sv. Evžena v Londonderry
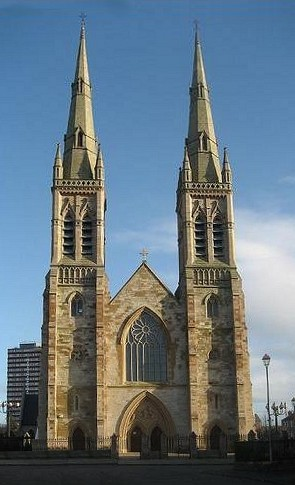
Katedrála sv. Petra v Belfastu
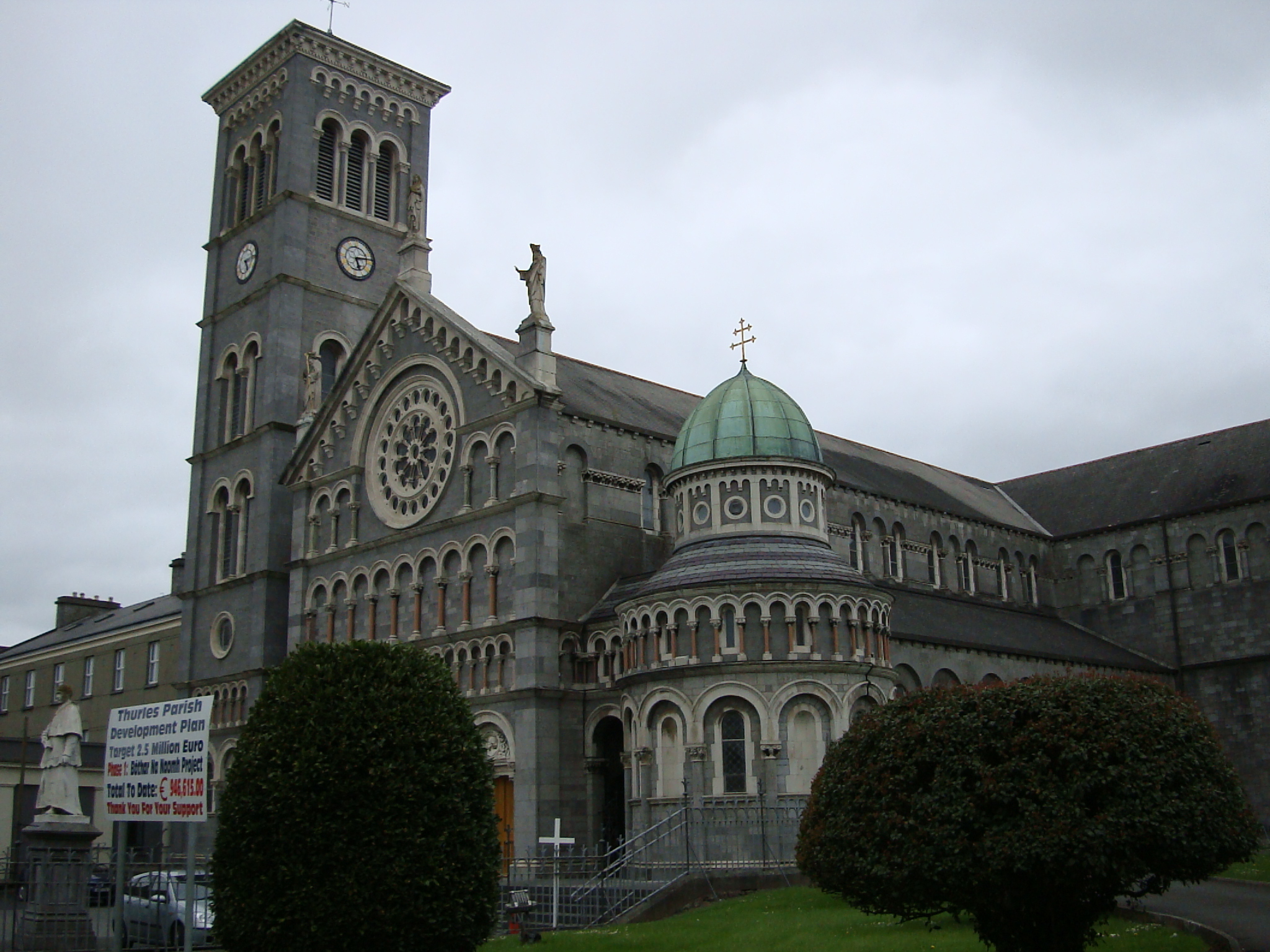
Katedrála v Thurles
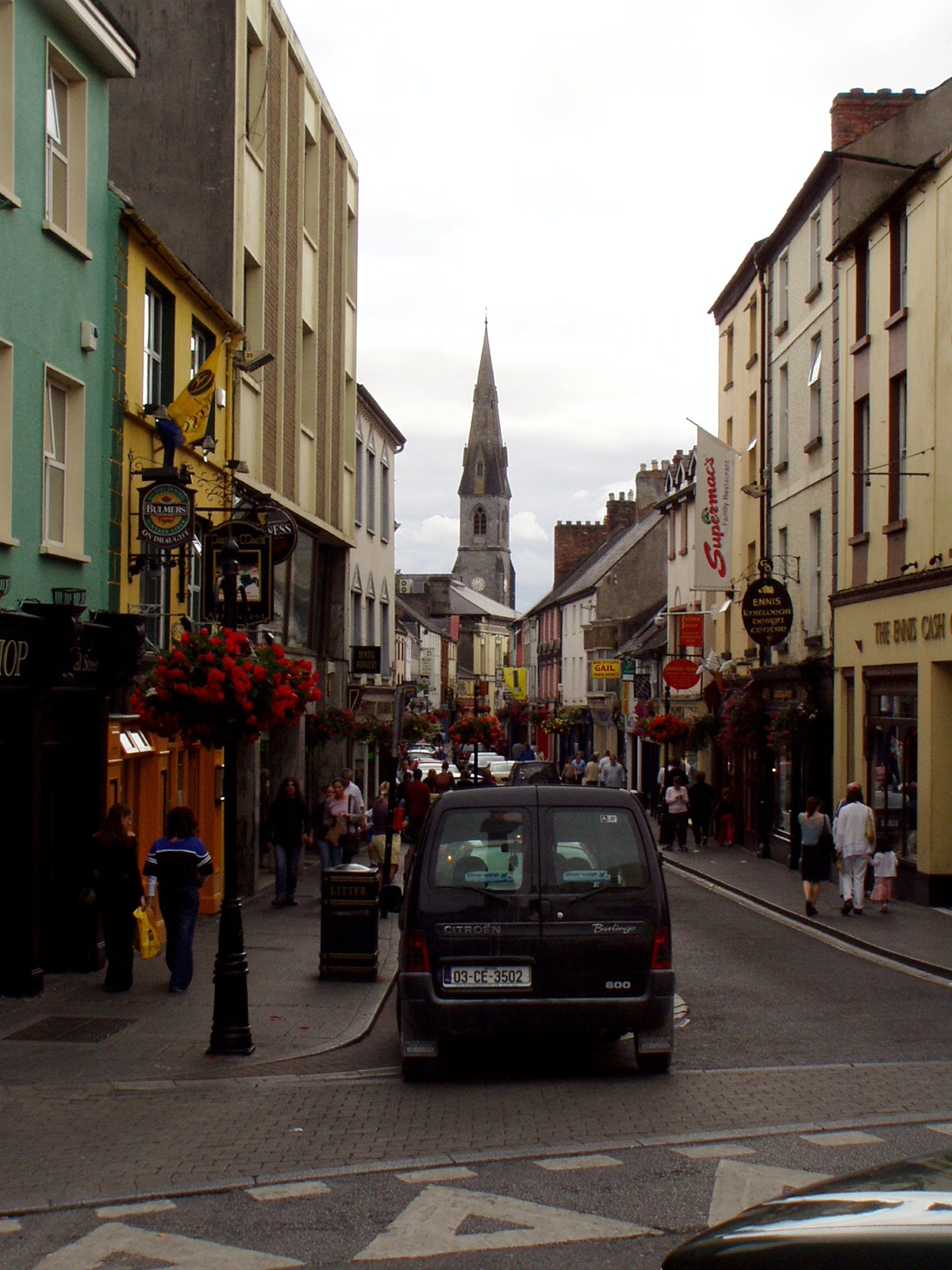
Katedrála sv. Petra a Pavla v Ennisu
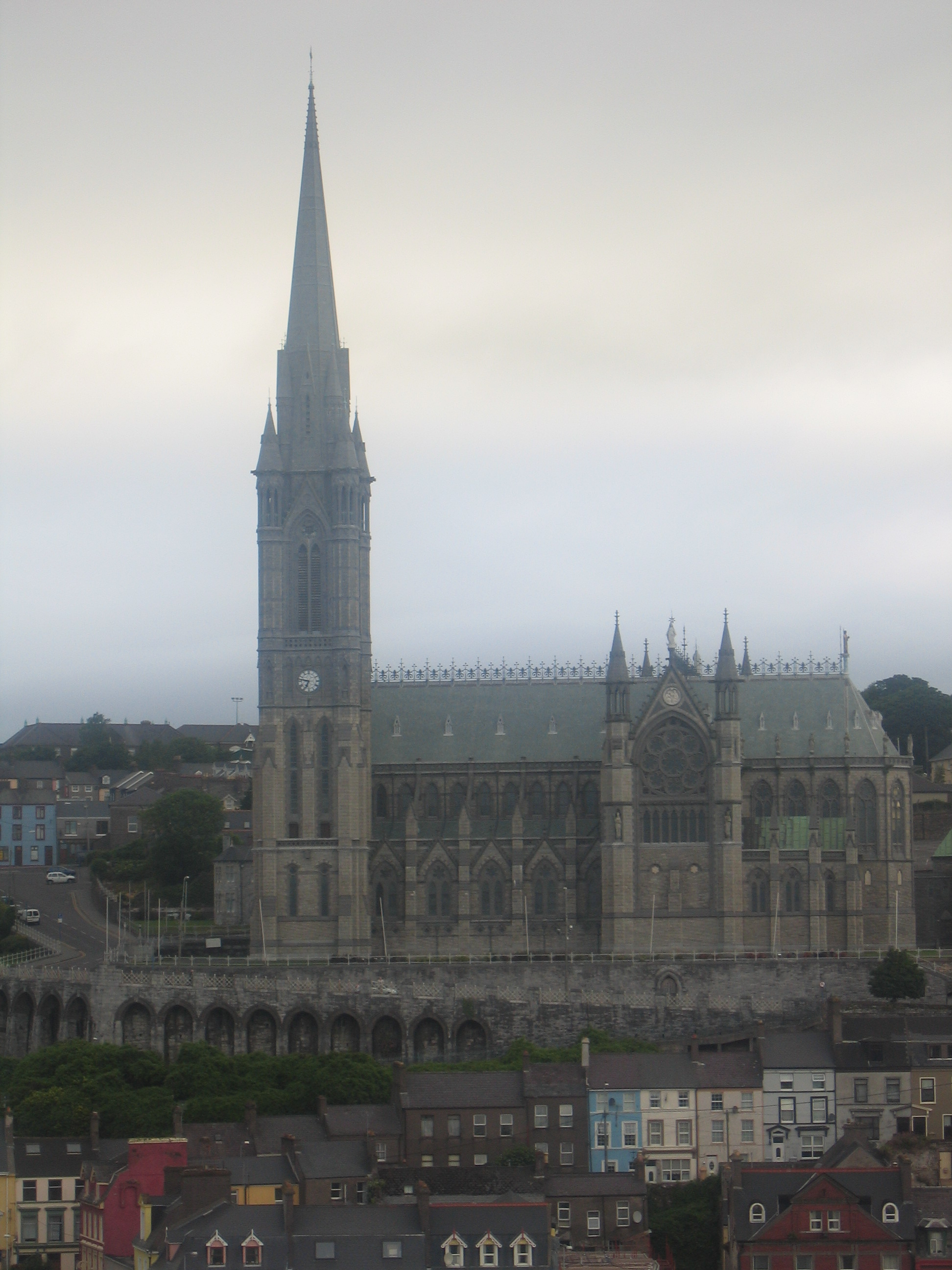
Katedrála sv. Colmana v Cobhu
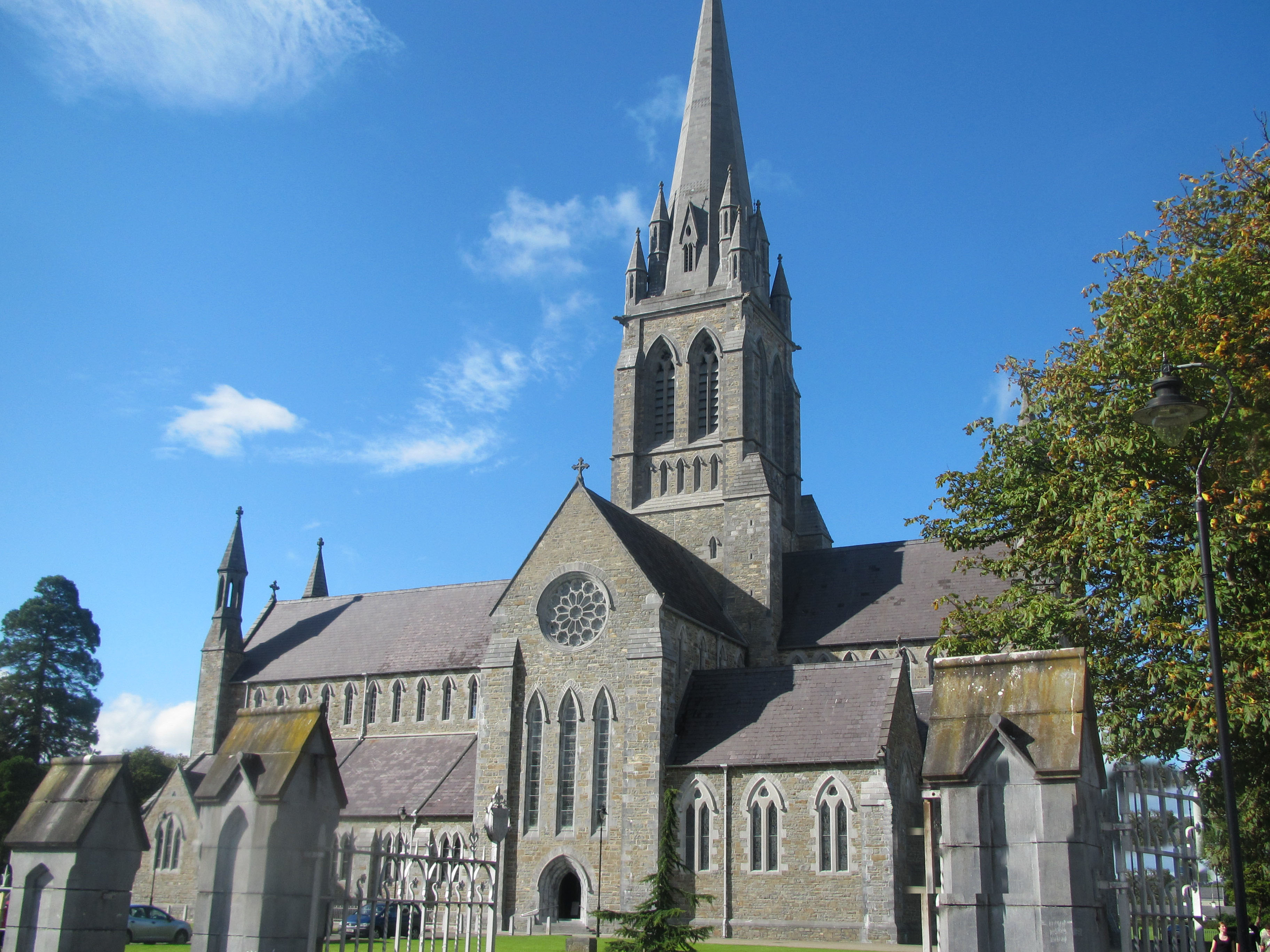
Katedrála Nanebevzetí Panny Marie v Killarney
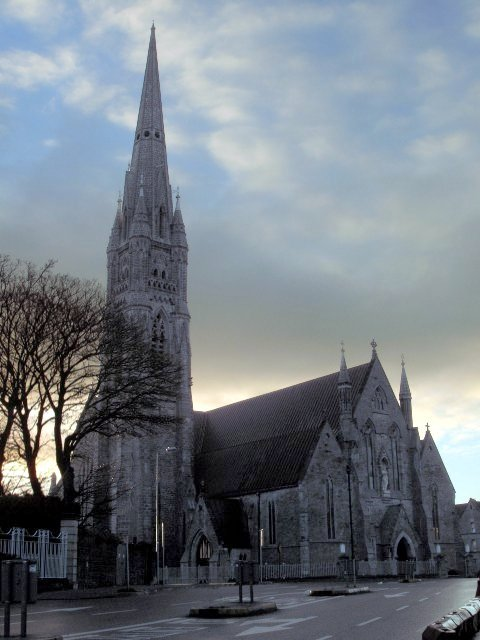
Katedrála sv. Jana Křtitele v Limericku
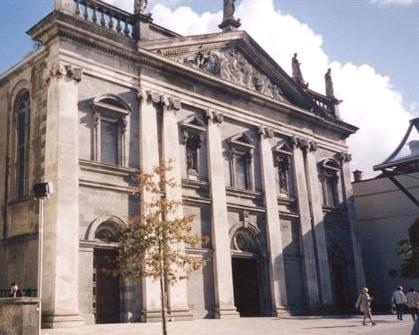
Katedrála Nejsvětější Trojice ve Waterfordu
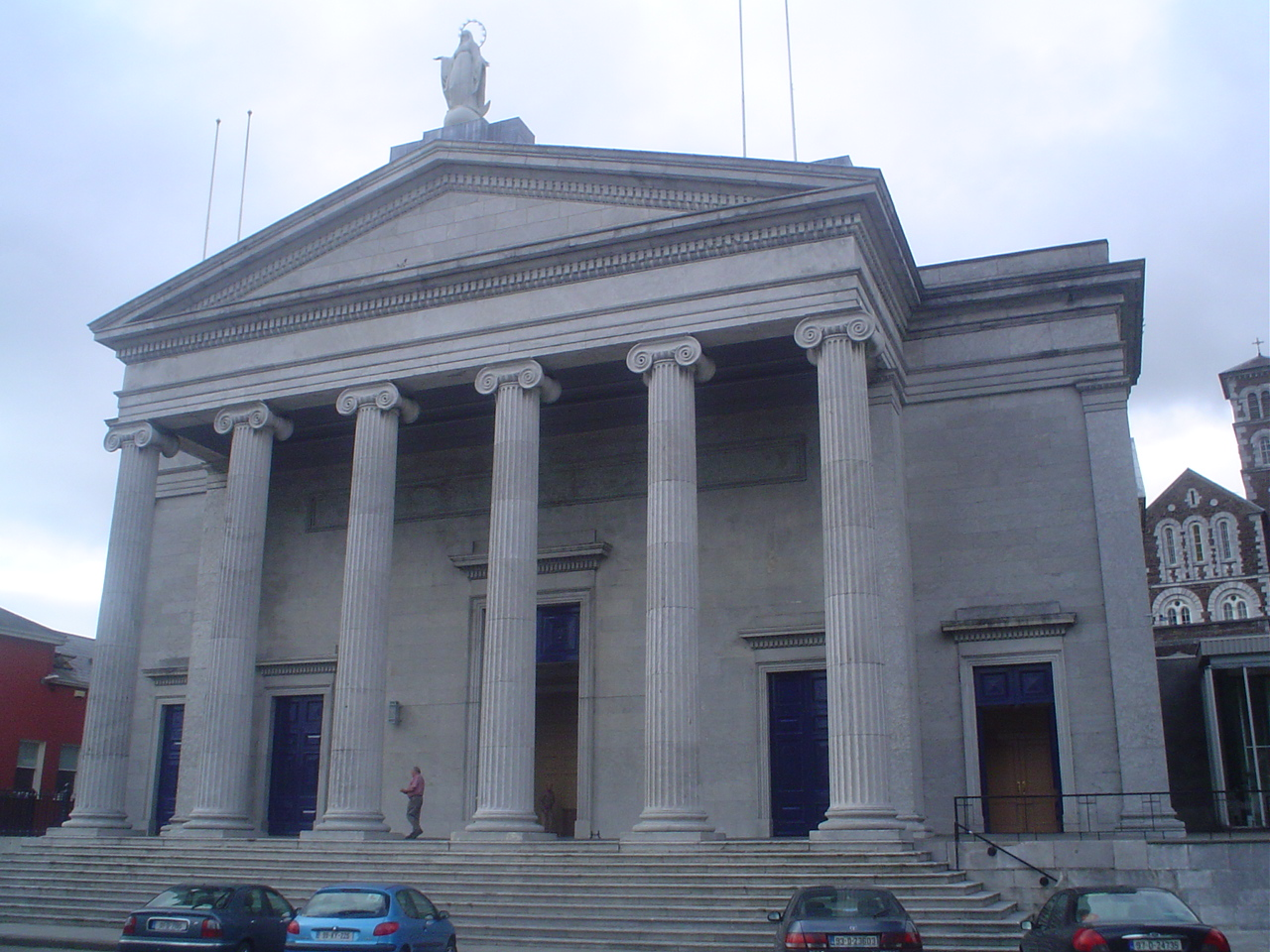
Katedrála Panny Marie a sv. Anny v Corku
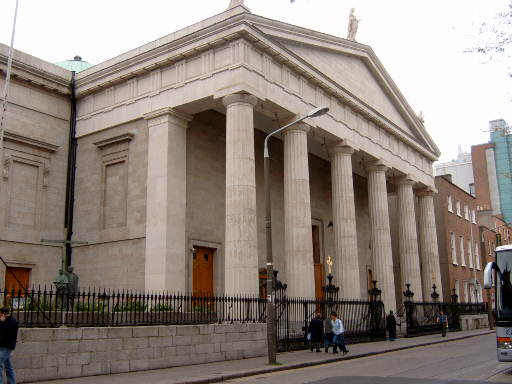
Provizorní katedrála Panny Marie v Dublinu
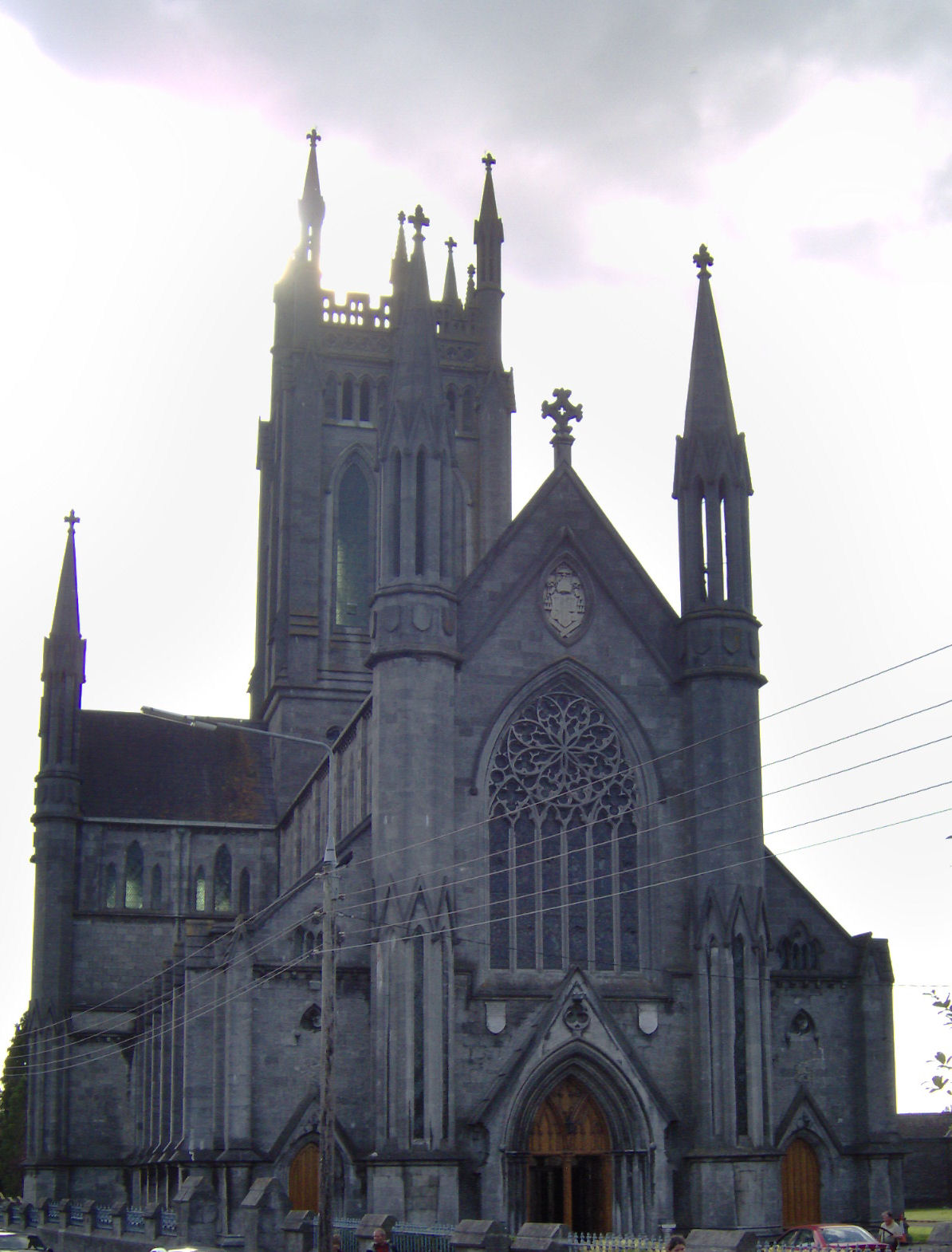
Katedrála Nanebevzetí Panny Marie v Kilkenny
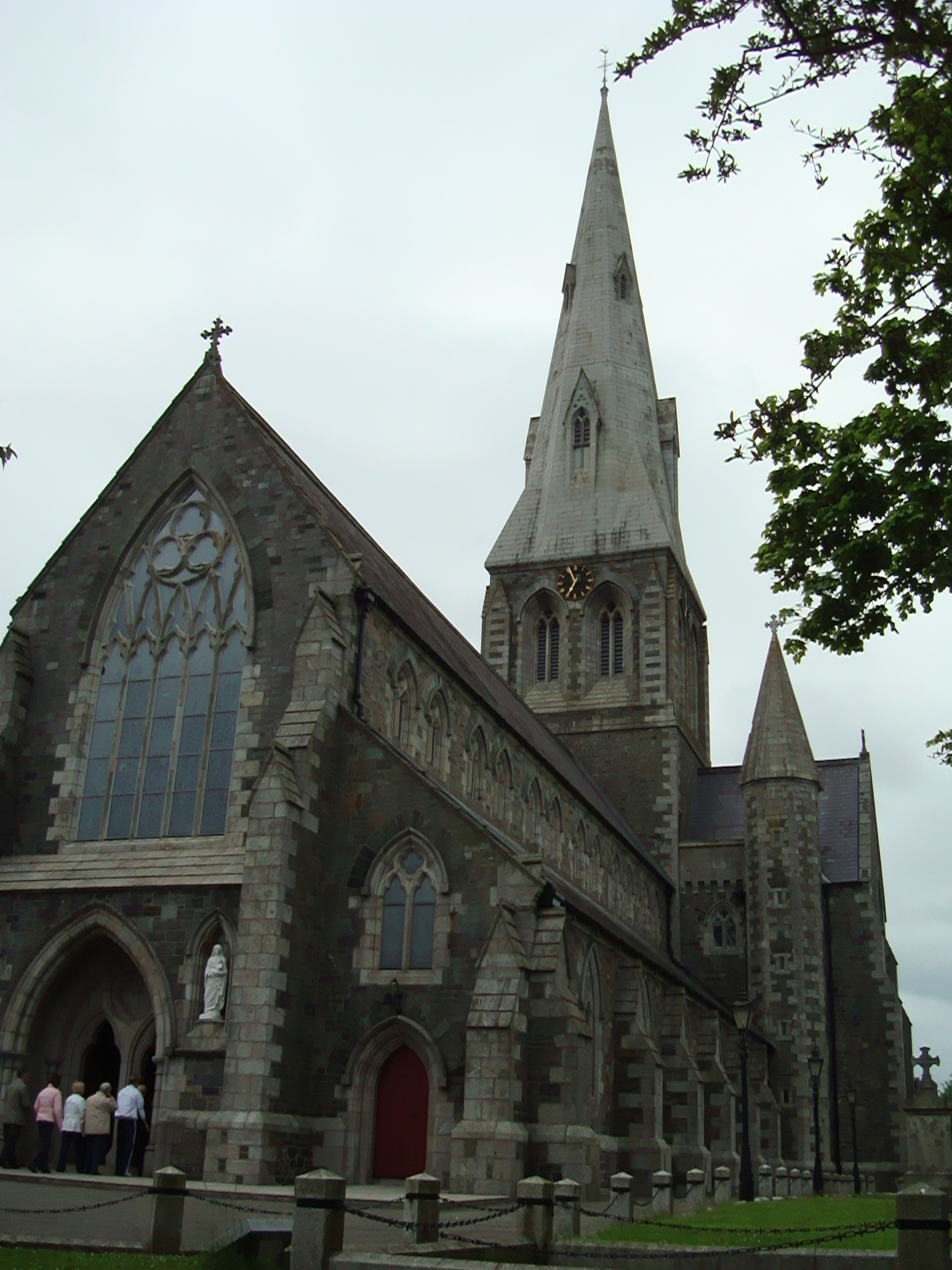
Katedrála sv. Aidana v Enniscorthy (diecéze Ferns)
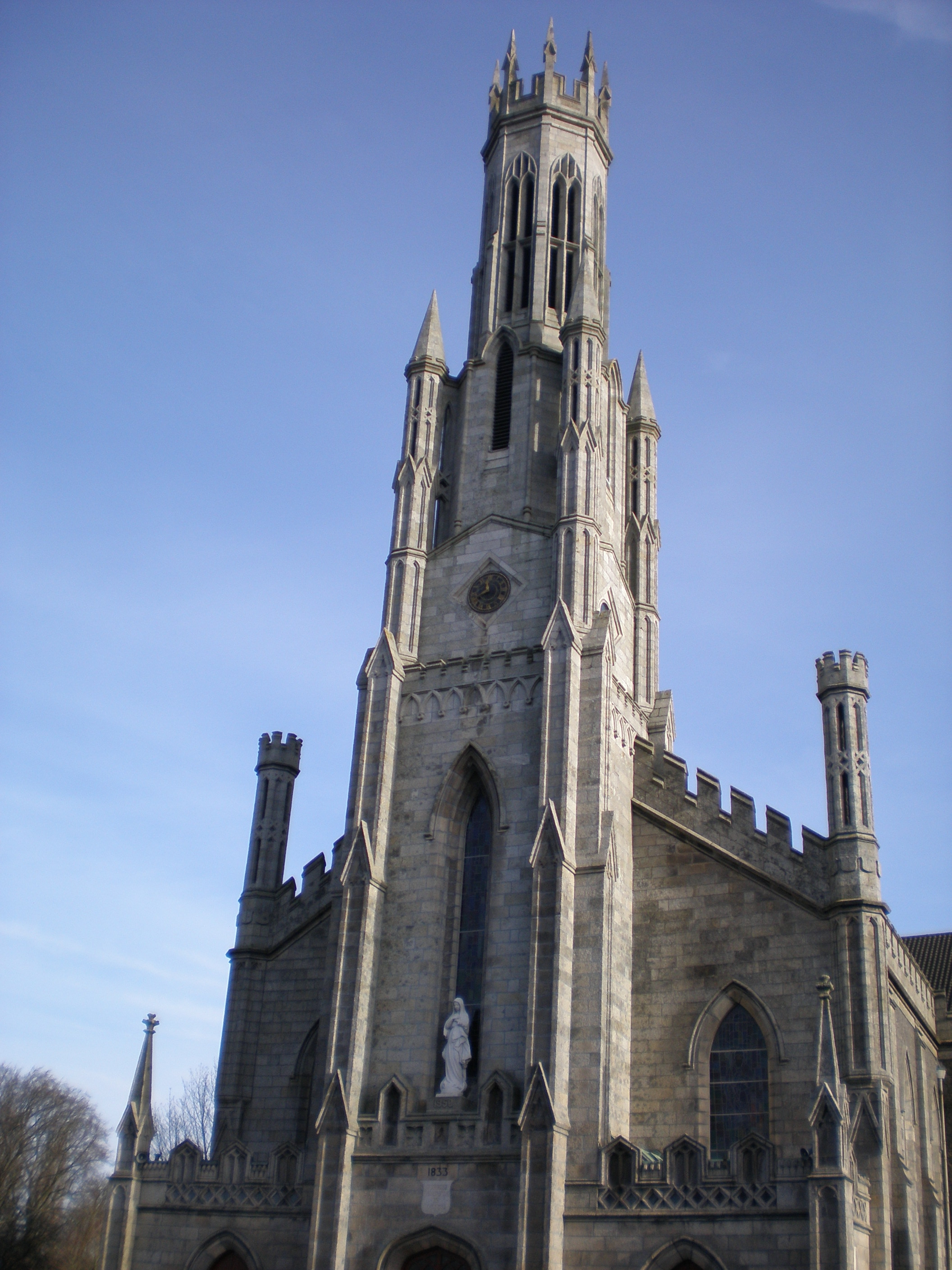
Katedrála Nanebevzetí Panny Marie v Carlow
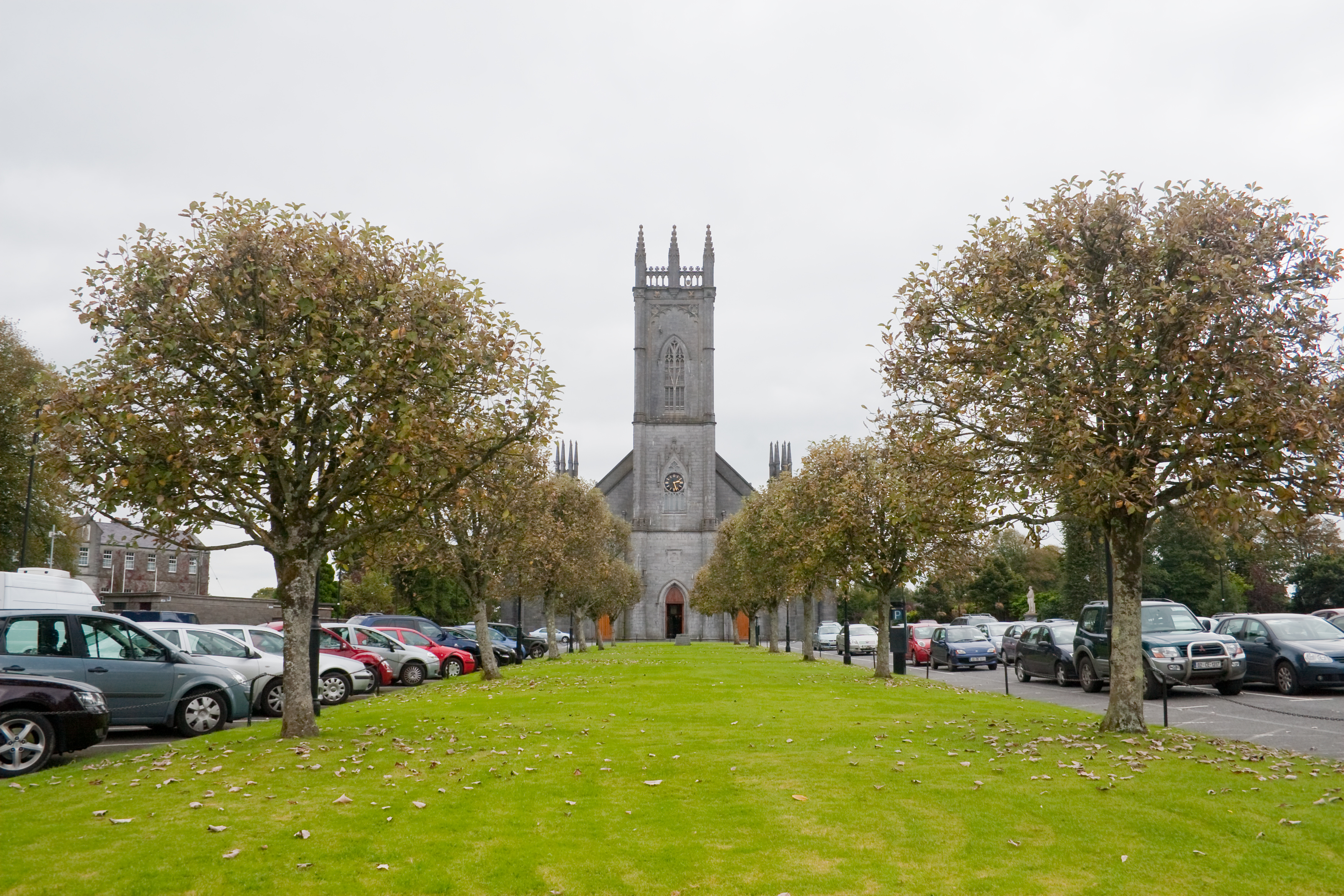
Katedrála Nanebevzetí Panny Marie v Tuam
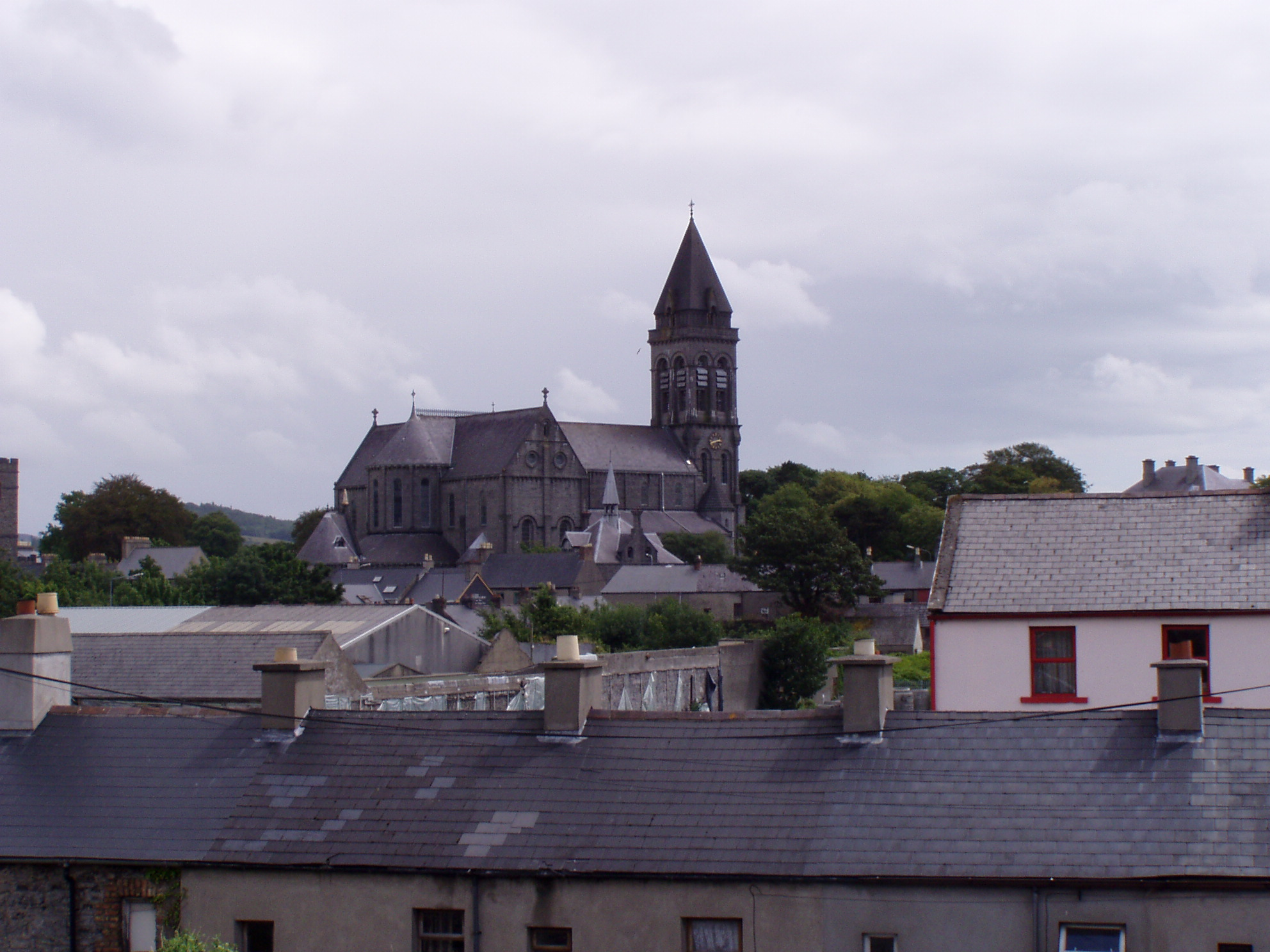
Katedrála Neposkvrněného početí v Sligu
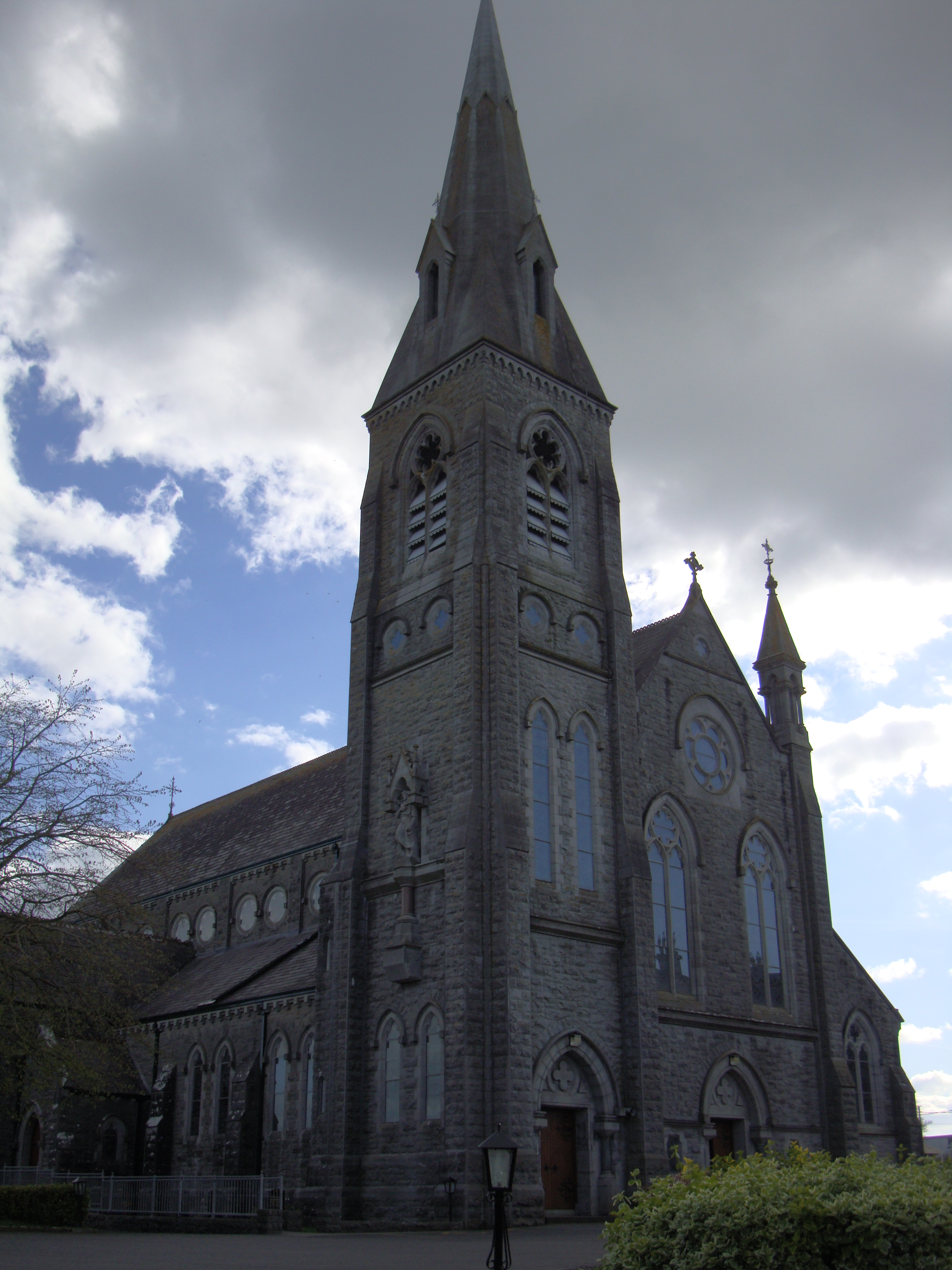
Katedrála v Loughrea
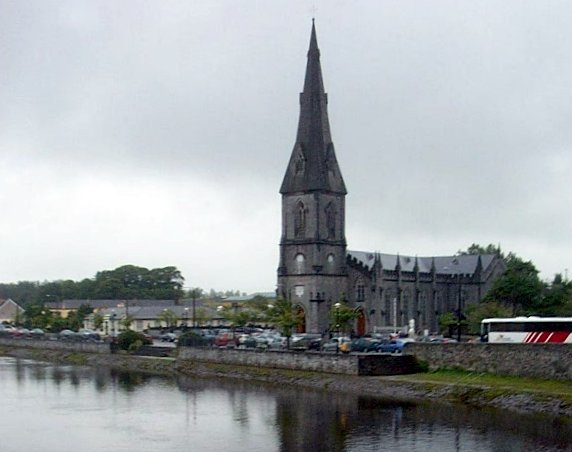
Katedrála sv. Muredacha v Ballině
Katedrála sv. Mikuláše a Nanebevzetí Panny Marie v Galway